# Shūto Kojima
Shūto Kojima (japanisch 小島 秀仁 Kojima Shūto; * 30. Juli 1992 in Nogi) ist ein japanischer Fußballspieler.
Shūto Kojima ist der Bruder von Seiya Kojima.

## Karriere
Kojima erlernte das Fußballspielen in der Schulmannschaft der Maebashi Ikuei High School. Seinen ersten Vertrag unterschrieb er 2011 bei Urawa Reds. Der Verein spielte in der höchsten Liga des Landes, der J1 League. Für den Verein absolvierte er 19 Erstligaspiele. 2014 wurde er an den Ligakonkurrenten Tokushima Vortis ausgeliehen. Für den Verein absolvierte er 11 Erstligaspiele. 2015 kehrte er zu Urawa Reds zurück. Im Juli 2015 wechselte er zum Zweitligisten Ehime FC. Für den Verein absolvierte er 94 Ligaspiele. 2018 wechselte er zum Ligakonkurrenten JEF United Chiba. Für den Zweitligisten aus Ichihara bestritt er 85 Ligaspiele. Im Januar 2023 unterschrieb er einen Vertrag bei dem in der dritten Liga spielenden YSCC Yokohama.

## Sonstiges
Shūto Kojima ist der Bruder von Seiya Kojima.